# Auberchicourt
Auberchicourt es una comuna y población de Francia, en la región de Norte-Paso de Calais, departamento de Norte, en el distrito de Douai y cantón de Douai-Sud.
Está integrada en la Communauté de communes Cœur d'Ostrevent.

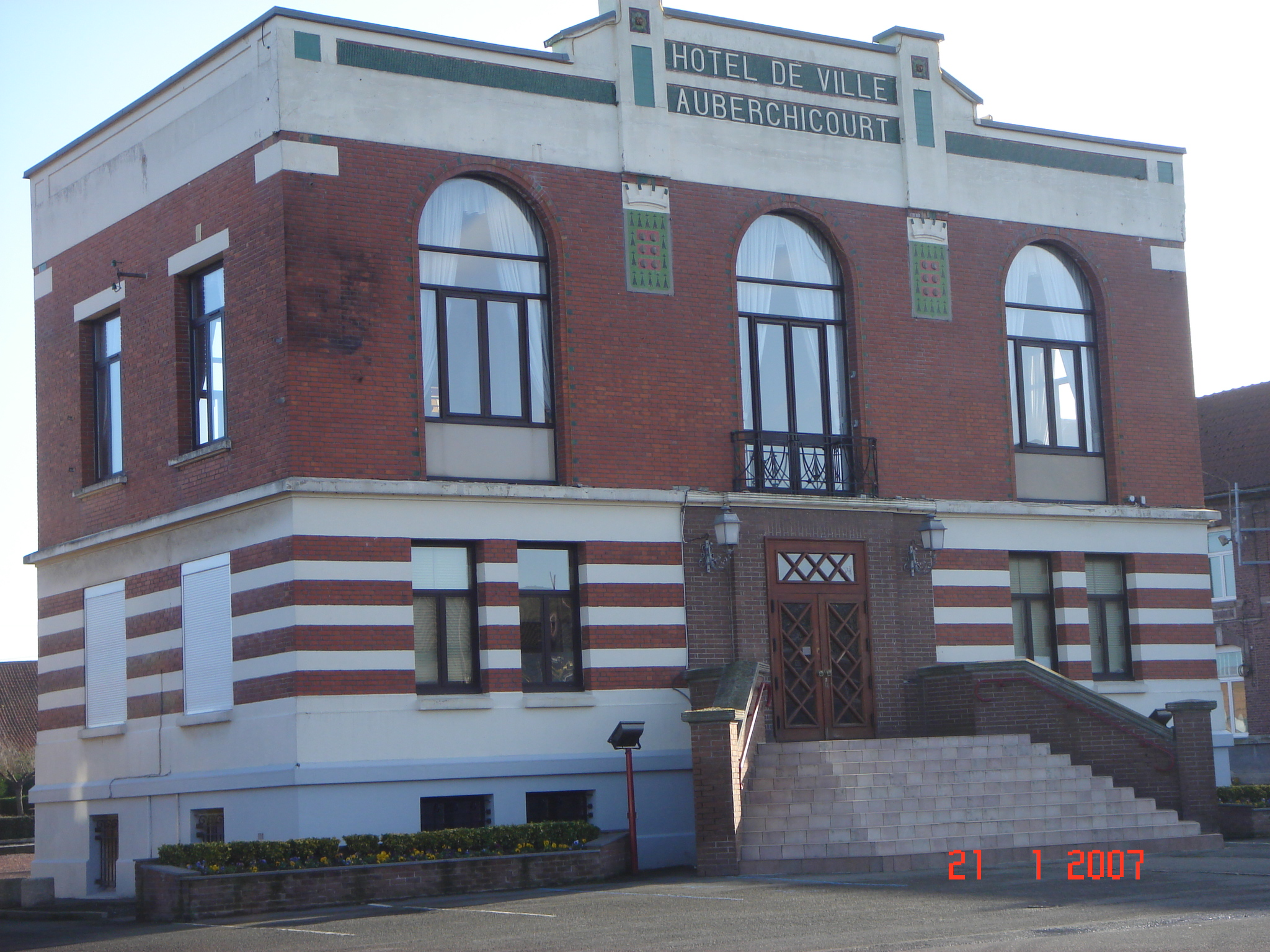
mairie d'Auberchicourt

## Demografía
| 763 | 711 | 935 | 1 077 | 1 281 | 1 205 | 1 462 | 1 476 | 1 585 | 1 744 | 1 970 | 1 946 | 2 255 | 2 453 | 2 580 | 2 700 | 2 739 | 2 948 | 3 183 | 3 597 | 3 540 | 3 979 | 4 057 | 3 924 | 3 865 | 4 484 | 5 085 | 5 369 | 5 292 | 4 826 | 4 733 | 4 556 | 4 570 |
| Para los censos de 1962 a 1999 la población legal corresponde a la población sin duplicidades (Fuente: INSEE [Consultar]) |     |     |       |       |       |       |       |       |       |       |       |       |       |       |       |       |       |       |       |       |       |       |       |       |       |       |       |       |       |       |       |       |

Forma parte de la aglomeración urbana de Valenciennes.